# رضا رضا
«رضا رضا» سروده‌ای از سهیل محمودی دربارهٔ علی بن موسی الرضا به سال ۱۳۶۸ است که توسط گروه سرود آباده در سال ۱۳۷۵ اجرا شد. تنظیم و آهنگسازی این شعر برای اجرا در سرود توسط ابراهیم پاسیار و بهنام محمدبیگی انجام گرفت و اولین اجرای آن نیز در حرم امام رضا بود.